# Kiss Kiss Kiss (BENIの曲)
「Kiss Kiss Kiss」（キス・キス・キス）は、日本の歌手、BENIの10枚目のシングル。

## 概要
- 前作から約5ヶ月ぶりのリリースで、ユニバーサルミュージック移籍第2弾シングル。また、3枚隔月リリース・シングル第1弾でもある。

## 収録曲
1. Kiss Kiss Kiss
作詞：藤林聖子・今井大介　作曲・編曲：今井大介
2. Signal
作詞：BENI　作曲・編曲：今井大介
3. もう二度と… DJ HASEBE REMIX
作詞：BENI・童子-T　作曲：童子-T・Shingo.S　編曲：DJ HASEBE
  - 前作「もう二度と…」のDJ HASEBEによるミックスバージョン。
4. Kiss Kiss Kiss (Instrumental)

## タイアップ
- 「Kiss Kiss Kiss」
  - 花王「ビオレ ボディデリ」CMソング
  - 「レコチョク」2009年4月度CMソング
  - テレビ東京系『流派-R』2009年4月度エンディングテーマ
  - テレビ東京系『JAPAN COUNTDOWN』2009年4月度エンディングテーマ
  - 東海テレビ『あげテンッ』4月エンディングテーマ